# Туймебаев, Жансеит Кансеитович
Жансеи́т Кансеи́тович Туймеба́ев (каз. Жансейіт Қансейітұлы Түймебаев; род. 8 июля 1958, Чаяновский район, Южно-Казахстанская область) — казахский государственный деятель, дипломат, учёный, доктор филологических наук, профессор, Чрезвычайный и полномочный посол. Ректор КазНУ имени Аль-Фараби.

## Образование
- Казахский государственный университет им. С. М. Кирова, факультет филологии, г. Алматы (1980);
- Московский государственный социальный университет, юридический факультет, г. Москва (2000).

## Ученая степень, звание, деятельность
- Кандидат филологических наук, Институт языкознания Академии наук КазССР (1987);
- Профессор по специальности «Лингвистика» (2004);
- Доктор филологических наук (2008);
- Почетный доктор Университета Ниде Турецкой Республики (2015);
- Почетный доктор Хатайского университета Турецкой Республики (2015);
- Почетный академик Института языка и литературы им. Ч.Т. Айтматова Национальной академии наук Кыргызской Республики (2023);
- Почетный профессор Санкт-Петербургского политехнического университета (2024);
- Почетный профессор Сианьского университета Цзяотун Китайской Народной Республики (2024);
- Почетный академик Национальной академии наук Кыргызской Республики (2024);

## Трудовая деятельность
- Ассистент, старший преподаватель, доцент Казахского государственного университета имени С. М. Кирова (1980—1993);
- Первый секретарь, заведующий отделом управления стран Среднего, Ближнего Востока и Африки Министерства иностранных дел Республики Казахстан (1993—1994);
- Второй, первый секретарь Посольства Республики Казахстан в Турецкой Республике (1994—1997);
- Консультант Протокольной службы Президента Республики Казахстан (1997—1999);
- Генеральный Консул Республики Казахстан в Турецкой Республике (г. Стамбул) (1999);
- Шеф Протокола Президента Республики Казахстан (1999—2004);
- Советник Президента Республики Казахстан — Шеф протокола Президента Республики Казахстан (31.03.2004-01.02.2006);
- Чрезвычайный и Полномочный Посол Республики Казахстан в Российской Федерации (01.02.2006-10.01.2007);
- Министр образования и науки Республики Казахстан (10.01.2007-09.2010);
- Чрезвычайный и Полномочный Посол Республики Казахстан в Турецкой Республике (10.2010-10.2016);
- Чрезвычайный и Полномочный Посол Республики Казахстан в Республике Албания по совместительству (03.2011-10.2016);
- Аким Южно-Казахстанской области (07.10.2016-20.06.2018);
- Аким Туркестанской области (20.06.2018-26.02.2019);
- Заместитель председателя Ассамблеи народа Казахстана, заведующий Секретариатом Ассамблеи народа Казахстана Администрации Президента Республики Казахстан (с 28.02.2019-05.02.2021)
- Ректор Казахского национального университета имени Аль-Фараби (с 05.02.2021)

#### Другие работы
- Председатель Правления фонда межгосударственного гуманитарного сотрудничества стран СНГ (2007—2010);
- Председатель Совета директоров АО «ННТХ Парасат» (2008 −2010);
- Заместитель председателя Попечительского совета Национального казахско-турецкого Университета (2007—2010).

## Награды
- Орден «Құрмет» (2003);
- Орден «Парасат» (2011);
- Медаль «10 лет Астане» (2008);
- Медаль «Қазақстан тәуелсіздігіне – 20 жыл» (2011);
- Медаль Ассоциации предпринимателей и бизнесменов Турции «За вклад в укрепление дружбы между Казахстаном и Турцией» (2011);
- Премия международной платформы по развитию туризма Турции (TÜTAP) «За особые успехи в международных отношениях» (2011);
- Юбилейная медаль «20 лет Конституции Республики Казахстан» (2015);
- Юбилейная медаль «25 лет Конституции Республики Казахстан» (2020);
- Юбилейная медаль «25 лет Ассамблее народа Казахстана» (2020);
- Золотая медаль Ассамблеи народа Казахстана «Бірлік»;
- Орден «Барыс» ІІ степени (2022);
- Орден Дружбы Кыргызской Республики (2024).
- Орден «Барыс» І степени (2024);

## Научные труды
Серия книг в сфере тюркологии
- Ж.Туймебаев: Проблема анлаутных губных согласных в Алтайских языках (Ревизия фонетического закона Рамстедта — Пелиио). Москва, 2004 г.
- Ж.Туймебаев: История тюрко-казахско-монгольских этноязыковых взаимоотношений. Алматы, 2008 г.
- Ж.Туймебаев: Становление и развитие Алтайской теорий и Алтаистики. Туркестан, 2006 г.
- Ж.Туймебаев: Теоретические принципы и критерии историко-генетического разграничения тюркско-монгольских лексических параллелей. Астана, 2008 г.
- Ж.Туймебаев: Актуальные проблемы исследования языков Центральной Азии. Туранский языковой союз. Кокшетау, 2009 г.
- Ж.Түймебаев: Туран тілдің одағы және Алтайлық ареалдағы тілдераралық, мәдениеттераралық интерференция құбылысы. Түркі дүниесі альманахы. Астана, 2012 ж.
- Ж.Туймебаев: Введение в алтаистику. Астана, 2013 г.
- Ж.Туймебаев: Введение в тюркскую филологию. Астана, 2013 г.
- Ж.Туймебаев: Язык тюркских письменных памятников. Астана, 2013 г.
- Ж.Туймебаев: Современные тюркские языки. Астана, 2013 г.
- Ж.Туймебаев: Сравнительная грамматика казахского, тюркского языков. Астана, 2014 г.
- Ж.Туймебаев, Г.Сагидолда: Историко-лингвистические основы алтаистики (Фонетика. Морфология). Алматы, 2015 г.
- Ж.Туймебаев, М.Ескеева: Историко-лингвистические основы тюркологии. Алматы, 2015 г.
- Ж.Туймебаев, Г.Сагидолда: Сравнительно-описательная грамматика казахско-тюркских языков (Фонетика. Морфология). Алматы, 2016 г.
- Ж.Туймебаев, М.Ескеева: Морфологическая система памятников древнетюркского языка. Алматы, 2016 г.
- Ж.Туймебаев, Г.Сагидолда: Сравнительно-описательная грамматика казахского и татарского языков. Алматы, 2017 г.
- Тüymebayev J., Eskeyeva M: Тürkolojinin Tarihî Dilbilimsel Esasları. (Түрік тілінде). Алматы, 2017 г.
- Ж.Туймебаев, Г.Сагидолда, М.Ескеева: Сравнительно-историческая грамматика тюркских языков. (Фонетика. Морфология). Алматы, 2017 г.
- Ж.Туймебаев, М.Ескеева, Г.Сагидолда: Развитие лингвистической основы идеи «Мәңгілік ел». Алматы, 2017 г.
- Ж.Туймебаев, М.Ескеева, М.Усманова: Сравнительная грамматика казахского и башкирского языков. Алматы, 2018 г.
- Ж.Туймебаев, М.Ескеева, Ш.Абдиназимов: Сравнительная грамматика казахского и каракаопакского языков. Алматы, 2018 г.

Серия книг в сфере казахского языка
- Ж.Туймебаев: Историческая грамматика казахского языка. Алматы, 1985 г.
- Ж.Туймебаев: Лексикология современного казахского языка. Алматы, 1986 г.
- Ж.Туймебаев: Казахский язык. Алматы, 1991 г.
- Ж.Туймебаев: Индикативные формы глагола в казахском языке. Алматы, 1992 г.
- Ж.Туймебаев: Казахский язык: Грамматический справочник. Алматы, 1996 г.
- Ж.Туймебаев: Историческая грамматика казахского языка. Алматы, 2005 г.
- Ж.Туймебаев: Казахско-монгольские лексические параллели: Материалы к этимологическому словарю казахского языка. Москва, 2005 г.

#### Серия словарей
- Ж.Туймебаев, Г.Сагидолда: Английско — казахский словарь. Алматы, 2018 г.
- Ж.Туймебаев, Г.Сагидолда: Казахско — английский словарь. Алматы, 2017 г.
- Образование и наука. Энциклопедический словарь. Астана, 2008 ж.
- Б.ҚАЛИЕВ, Ж.ТҮЙМЕБАЕВ, Ш. ҚҰРМАНБАЙҰЛЫ, С.ИСАКОВА. «Мұқағали тілі» сөздігі. Астана, 2019 ж.

### Под общей редакцией
Серия энциклопедий «РУХАНИЯТ»
- ТҮРКІСТАН — РУХАНИЯТ БЕСІГІ. Лингво-өлкетану энциклопедиясы. 1-ші кітап. Нур-Султан, 2019 г.
- TÜRKİSTAN — MANEVİYAT BEŞİĞİ. Bölgesel dilbilim ansiklopedisi. Ikinci kitap. Nur-Sultan, 2019 г.
- ТУРКЕСТАН — КОЛЫБЕЛЬ ДУХОВНОСТИ. Лингвокраеведческая энциклопедия. Третья книга. Нур-Султан, 2019 г.
- TURKESTAN — THE CRADLE OF SPIRITUALITY. Local Linguistic encyclopedia. Fourth book. — Нур-Султан, 2019 г.
- Казахстан — Турция: 5 лет дружбы и сотрудничества. Анкара, 1996 г.
- Один год Президента. Астана, 2001, 2002, 2003, 2004, 2005 гг.
- Государственный протокол Республики Казахстан. Астана, 2004 г.
- Практическое руководство по государственному протоколу Республики Казахстан. Астана, 2004 г.
- Казахстан. Москва, 2006 г.
- Казахстан, люди, природа, экономика, культура. 2007 г.
- Казахстанско-Российские отношения: сборник документов и материалов. Москва, 2008 г.
- Актуальные аспекты реформы образования в Республике Казахстан. Астана, 2010 г.
- Казахстан. Основные вехи. Анкара, 2011 г.
- Казахстан. Экономика. Деловой мир. Инвестиционные возможности. Анкара, 2012 г.
- Казахстан — Турция: стратегическое сотрудничество высшего уровня. Анкара, 2013 г.
- Казахстан-Турция: 20 лет дружбы и сотрудничества. Анкара, 2013 г.
- Жаһан таныған жеті тұлға. Туркестан, 2017 г.
- Личность. Независимость. История. Туркестан, 2017 г.
- Туркестан — столица Тюркского мира. Туркестан, 2017 г.
- Исторические и святые места Южно-Казахстанской области". Туркестан, 2017 г.
- Южный Казахстан: Стилизованные события. Туркестан, 2017 г.
- Сборник «Священные места юга: легенды». Туркестан, 2018 г.
- География сакральных земель Туркестанской области в 2-х томах. Туркестан, 2018 г.
- Тамыры терең — Түркістан. Туркестан, 2019 г.
- Казахстан: территория мира и согласия. Нур-Султан, 2020 г.

#### Авторские труды на турецком языке
- Janseyit Tüymebayev. Dünya Çapındaki Lider — Nursultan Nazarbayev — Avrasya’nın Parlayan Yıldızı Kazakistan'ın Kurucu Devlet Başkanı (Нурсултан Назарбаев — Лидер мирового уровня, Яркая звезда Евразии, Основатель Казахстана). Турция, 2013 г.
- Janseyit Tüymebayev. Kazakistan-Türkiye: Yeni Bakış, Yeni Düzey, Yeni Vizyon (Казахстан-Турция: новый взгляд, новое измерение, новый уровень). Турция, 2017 г.